# Charley Lane Johnson
Charley Lane Johnson (Big Spring, Texas; 22 de noviembre de 1938-3 de septiembre de 2024) fue un jugador estadounidense de fútbol americano que jugó quince temporadas con tres equipos en la NFL en la posición de quarterback y fue a un Pro Bowl.

## Carrera

### Universitario
A nivel universitario jugó para los New Mexico State Aggies tras trasladarse del Schreiner Institute luego de que el programa de fútbol americano fuera cerrado en esa universidad, donde terminó siendo el quarterback titular.
En su estancia en New Mexico State es la única persona hasta la fecha en ser nombrado jugador más valioso en el Sun Bowl en años consecutivos, que logró en 1959 y 1960. Es miembro del NMSU Sports Hall of Fame y el primer jugador del programa de fútbol americano de New Mexico State Aggies al que le han retirado su número (33).

### Profesional
En el draft de la NFL de 1960 fue seleccionado en la décima ronda en la posición 109 y en el draft de la AFL de	1961 fue seleccionado en la octava ronda en la posición 64, pero decidió ir a la NFL con los St. Louis Cardinals donde pasó a ser el quarterback titular en los siguientes cinco años, periodo en el cual fue seleccionado al Pro Bowl de 1963 luego de lanzar para 3280 yardas y 28 touchdowns, además de haber sido la portada de la revista Sports Illustrated en dos ocasiones el 14 de diciembre de 1964 y el 1 de noviembre de 1965. En 1964 lideró la liga en yardas con 3045 pero con 24 intercepciones. En 1967 pasó a ser el suplente de Jim Hart.
En 1969 pasó a los Houston Oilers donde fue el quarterback titular en 1970 y 1971 hasta su traspaso a los Denver Broncos donde jugó los últimos cuatro años de carrera donde fue titular en nueve partidos en 1972 y 14 en 1973 donde su récord fue de 7–5–2. En 1974 lideró la liga en yardas por pase con 8.1 por primera vez el su carrera. En 1975 logró un pase de 90 yardas de touchdown a Rick Upchurch ante los Kansas City Chiefs, el cual fue el único pase de más de 90 yardas en toda la década de los Broncos. Hasta 2017 sus 16.45 yardas por intento de pase fue el récord de la franquicia, y al retirarse fue honrado con el Denver Broncos Ring of Fame.
Johnson apareció como un impostor el 14 de febrero de 1966 en el programa de juegos del canal CBS To Tell the Truth. Reveló su verdadera identidad luego de recibir un voto.
Se retiró en 1975 con un récord de 59–57–8 como titular, con 1,737 pases completos (en ese tiempo era el lugar 13 de todos los tiempos) de 3,392 intentos (13°) para 24,410 yardas (14°), 170 touchdowns (15°), 181 intercepciones (14°) y promedio de 69.2 (20°).

## Vida personal
Sacó el título de ingeniero en NMSU donde obtendría el bachillerato en ingeniería química en NMSU con un promedio de 4.0 en 1961. Johnson se mantuvo en la universidad cuando jugaba en la NFL y obtuvo una maestría y un doctorado en ingeniería química de Washington University in St. Louis. Durante su periodo como estudiante, Johnson formó parte de la reserva del ejército de los Estados Unidos en  NMSU; donde gracias a los estudios universitarios, retrasó su servicio militar hasta 1967, cuando fue llamado al servicio activo. Nunca estuvo en combate, sino que trabajó en la NASA como segundo teniente de la Reserva del Ejército de los Estados Unidos por dos años (cuando al mismo tiempo era jugador de los Cardinals y hacía sus estudios de doctorado). Luego de que sus carreras como jugador y militar terminaron, trabajó en la industria donde creó la Johnson Compression Services en Houston en 1981 y trabajó como consultor en la ingeniería y la producción hasta 1999. En 2000 fue contratado como jefe del departamento de ingeniería química en New Mexico State, donde se mantuvo hasta 2004 cuando pasó a ser profesor del departamento hasta su retiro en mayo de 2012. Johnson también fue entrenador interino del programa de fútbol americano de NMSU en la pretemporada, hasta que contrataron a Hal Mumme en enero de 2009.